# Bandana (Kentucky)
Bandana – miejscowość spisowa (obszar niemunicypalny) w Stanach Zjednoczonych, w stanie Kentucky, w hrabstwie Ballard.